# Nemrud Kurt
Nemrud Kurt, född 13 december 1991 i Upplands Väsby, är en svensk journalist och författare.
Kurt har bland annat arbetat för Aftonbladet och SVT och avlade examen i journalistik vid Södertörns högskola 2014. Han började att skriva fotbollskrönikor som 11-åring.
År 2022 avlade han examen i sociologi vid Lunds universitet.
Kurt arbetar som frilansande copywriter och på TV4/Fotbollskanalen. Han är också diplomerad mental coach och stresscoach och grundare av coachingbyrån Vinny.
Nemrud Kurt har assyriskt ursprung, med föräldrar från Tur Abdin. Hans far Augin är också journalist, tidigare på bland annat Sveriges Radio.

## Författarskap
År 2014 utgavs Nemrud Kurts första bok, Blatten Annorlunda som handlar om en autistisk, fotbollsbegåvad pojke i förorten.
Den andra, De döda lär de levande, kom ut 2015 och är en faktaroman om det assyriska folkmordet.
Den tredje, Det är bara i ditt huvud, publicerades 2021 av Vulkan och är en faktabaserad roman om psykisk ohälsa.

## Journalistiskt arbete
Kurt inledde sin journalistiska bana på Aftonbladet 2014 och fortsatte till SVT 2017. Där agerade han reporter fram till 2022 och deltog bland annat i Morgonstudion som fotbollsexpert.
Sedan 2023 jobbar han, parallellt med sin egen verksamhet, på TV4/Fotbollskanalen.